# イングルウッド (コロラド州)
イングルウッド（Englewood）は、アメリカ合衆国コロラド州のアラパホ郡にある都市。人口は3万3659人（2020年）。州都デンバーの南に位置している。

## 歴史
1860年に測量が行われ入植が開始された。地名は「オーチャードプレイス」だった。1864年、デンバーのブロードウェイが南に延長された。1883年には馬車鉄道の運行が始まり交通の便が格段に良くなった。住宅地の造成が盛んになり人口が急増した。デンバー周辺では最初の郊外型住宅地になった。1903年に法人化し「イングルウッド市」が誕生した。

## 交通
デンバー地域交通局（RTD）のイングルウッド駅があり、通勤通学に利用されている。

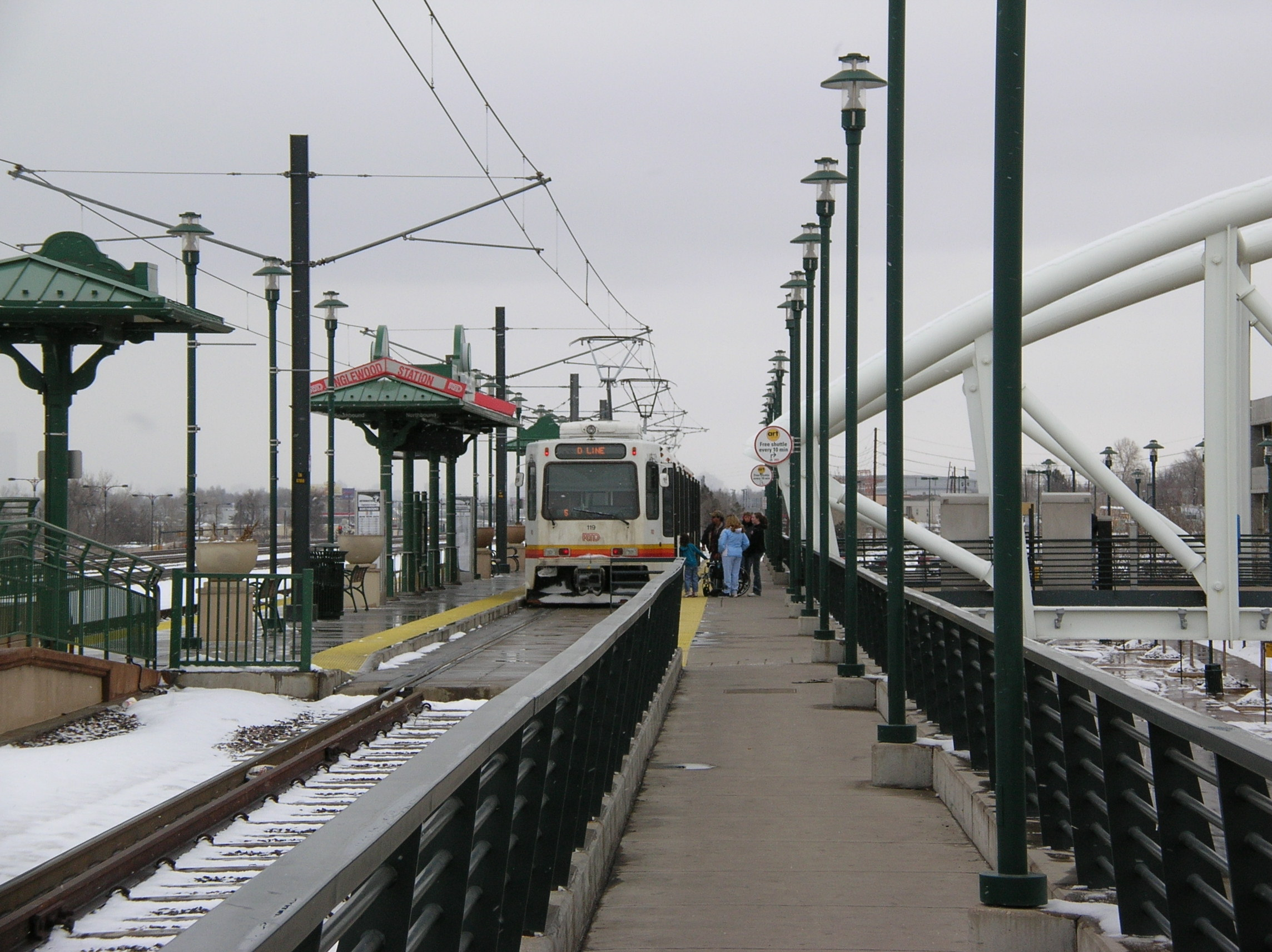
RTDイングルウッド駅